# 赤いリスの秘密
『赤いリスの秘密』（あかいリスのひみつ、The Red Chipmunk Mystery ）は、1946年に発表されたエラリー・クイーンの長編推理小説。エラリー・クイーン・ジュニア名義だが、日本ではエラリー・クイーン名義で翻訳・出版された。
作家エラリー・クイーンが児童向けに発表した作品であり、ジュナの冒険シリーズの第4作でもある。

## あらすじ
前作で出会ったベンとソッカーに見送られ、エディンボロの自宅に帰るジュナ。しかし、途中の駅で愛犬チャンプが逃げ出し、汽車に乗り遅れてしまう。しかたなく歩いて帰るジュナが遭遇した事件とは……。

## 主な登場人物
- ジュナ - 主人公の少年。
- チャンプ - 主人公。ジュナの愛犬。
- エラリイ - ジュナのおばさん。初老の婦人。ジュナと二人で暮らしている。
- ベン・フランクリン - ジュナの友人。
- ジョージ - 村の大工だが、修理、配送などトラックを使い、様々な仕事をこなしている。
- ソッカー・ファーロング - 新聞記者。
- バディ・ターナー - ジュナの新しい友だち。
- ウィリス・ピンドラー - 雑貨屋。郵便局長。
- クララ・ピンドラー - ウィリスの妻。
- クララベル・スミス - ウィリスのめい。
- エルヴィラ・ヒル - バディのおばあさん。
- ジェームズ・ケンパー(シザーズ) - 村の老人。
- ジョーン・ケンパー - シザーズの孫。

## 日本語訳書
- 『赤いリスの秘密』 中村能三訳、ハヤカワ文庫、1978年 ISBN 4-15-060004-X
- 『赤いりすの秘密』 亀山龍樹訳、講談社 少年少女世界探偵小説全集11、1957年